# گام دیاتونیک
گام دیاتونیک گامی است که از پنج پرده و دو نیم پرده تشکیل شده که در آن، نیم‌پرده‌ها بیشترین فاصله را از یکدیگر دارند.
از آنجا که فاصلهٔ میان درجه‌ها در گام‌های دیاتونیک یکدست و برابر نیست، و از آنجا که الگوی قرار گرفتن این فاصله‌ها در هر گونه با گونهٔ دیگر متفاوت است، این گروه انواع گوناگونی را دربر می‌گیرد.
در یک رده‌بندی کلی، گام‌های مزبور به دو ردهٔ بزرگ تقسیم می‌شوند. ردهٔ یکم، آن‌دسته از گام‌ها را شامل است که فاصلهٔ میان درجه‌های متوالی آنها از فاصله‌های دوگانهٔ پرده و نیم‌پرده تشکیل یافته باشد (در این رده معمولاً فرض بر این است که هر پرده درست دوبرابر هر نیم‌پرده بوده، و هر اکتاو، در مجموع از دوازده نیم‌پردهٔ برابر متشکل است).
ردهٔ دوم از گام‌هایی تشکیل شده که به جای یکی از فاصله‌های پرده یا نیم‌پرده (و گاه یک‌پرده‌ونیم)، یا در کنار این دو گونه فاصله، فاصله(ها) ی دیگری میان درجه‌های خود داشته باشند. ∗
در موسیقی امروزی، معمول‌ترین گام‌های ردهٔ اول (متشکل از پرده و نیم‌پرده) عبارتند از: گام‌های دیاتونیک بزرگ و گام‌های دیاتونیک کوچک.

## دانگ یا تتراکورد
دانگ یا تتراکورد (به انگلیسی: Tetracorde) ترکیبی از چهار نت پی در پی است که حدود آن یک فاصله چهارم درست را تشکیل بدهد. هر گام دیاتونیک شامل دو دانگ است که به وسیلهٔ یک فاصلهٔ دوم بزرگ (یک پرده) از هم جدا شده‌اند.

## گام‌های دیاتونیک مهم
گام ماژور گامی دیاتونیک است که در آن فاصله تمام درجه‌ها یک پرده‌است به جز فاصله بین درجه سوم و چهارم و فاصله بین درجه هفتم و هشتم، که نیم پرده هستند. گام ماژور استوار شده بر روی نت «دو» به صورت «دو-ر-می-فا-سل-لا-سی-دو» است.
گام مینور طبیعی گامی دیاتونیک است که در آن فاصله‌های نیم پرده، به ترتیب بین درجه‌های دوم و سوم و درجه‌های پنجم و ششم قرار گرفته‌اند. گام مینور طبیعی بر روی نت «لا» به صورت «لا-سی-دو-ر-می-فا-سل-لا» است. این گام در واقع متناظر با گام ماژور دو است که از نت ششم شروع شده و تا هشت درجه دنبال شده باشد.